# Песева
Песева (акан pésewabo) — разменная денежная единица в Республике Гана, равняется 1/100 седи. В переводе с акана означает «тёмно-синее семя растения»; этот термин использовался в Гане в качестве самой малой единицы измерения массы золота. Иногда для обозначения денежной единицы используется слово «пенни».
Выпуск монет в песевах был начат в 1965 году, были выпущены монеты в 5, 10, 25 и 50 песев. В 1967 году выпущены монеты в 1⁄2, 1 и 21⁄2 песевы. После выпуска в 1984 году монеты в 50 песев их чеканка была прекращена в связи с обесценением.
Выпуск песев был возобновлён после деноминации 2007 года. В обращение выпущены новые монеты в 1, 5, 10, 20 и 50 песев.

### Галерея

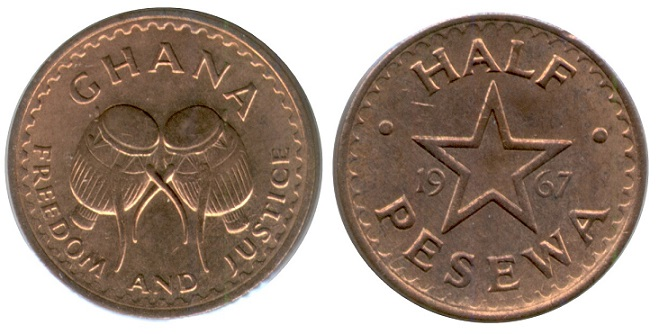
1/2 песевы 1967
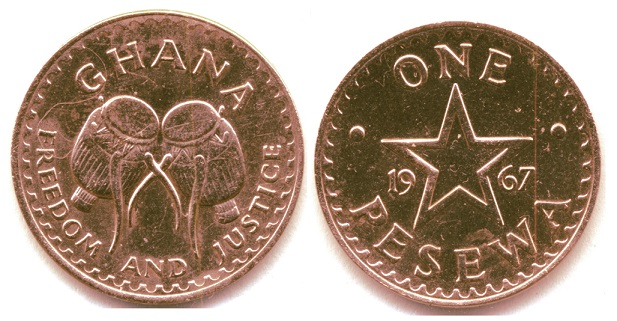
1 песева 1967
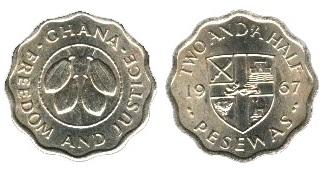
2 1/2 песевы 1967
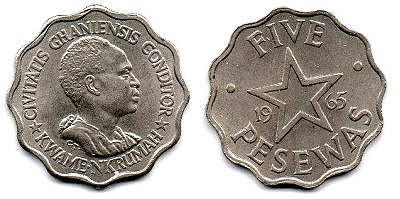
5 песев 1965
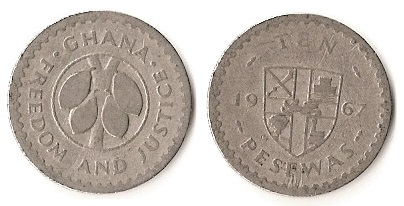
10 песев 1967
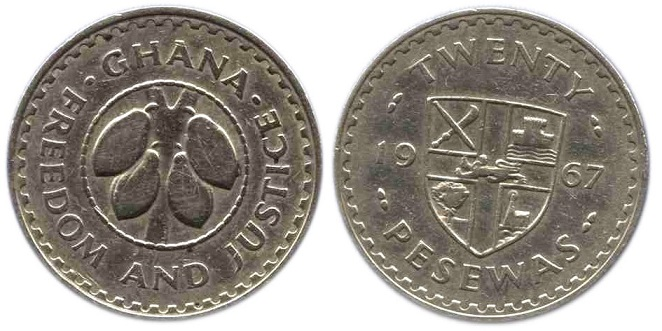
20 песев 1967
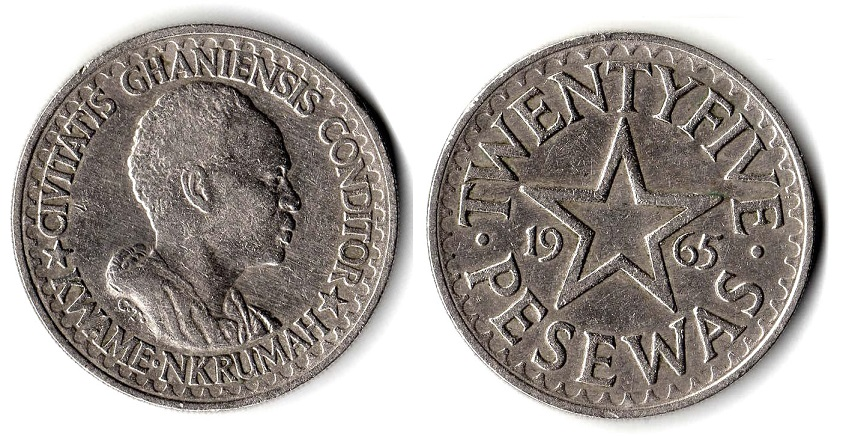
25 песев 1965
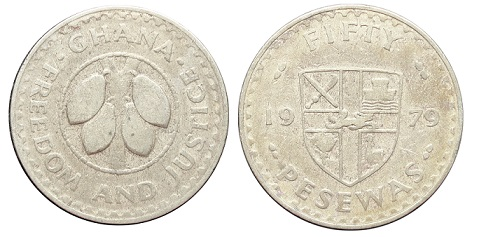
50 песев 1979
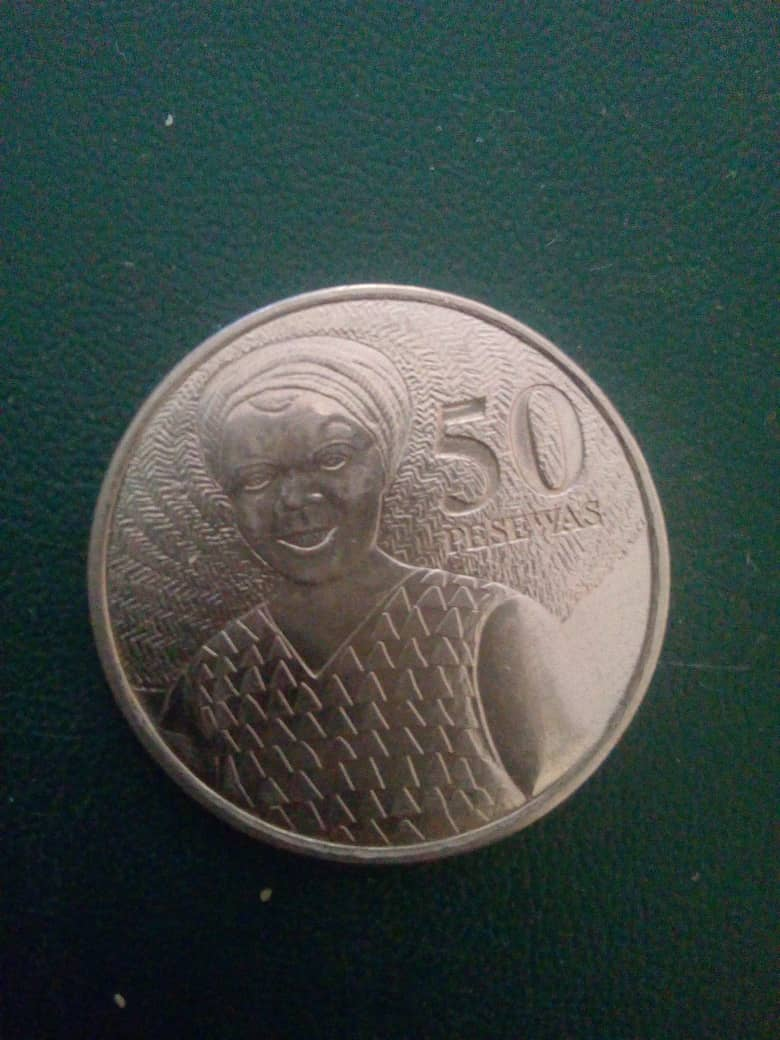
50 песев 2007